# بازده محصول
در کشاورزی، بازده محصول یا عملکرد محصول (به انگلیسی: Crop yield) اندازه‌گیری مقدار محصول کشت‌شده یا محصولی مانند پشم، گوشت یا شیر تولید شده در واحد سطح زمین است. نسبت بذر (seed ratio) روش دیگری برای محاسبه بازده است.
نوآوری‌هایی مانند استفاده از کود، ایجاد ابزارهای کشاورزی بهتر، روش‌های جدید کشاورزی و بهبود ارقام کشاورزی، باعث بهبود بازدهی شده‌اند. هرچه بازدهی و استفاده فشرده‌تر از زمین‌های کشاورزی بیشتر باشد، بهره‌وری و سودآوری مزرعه بیشتر می‌شود. این امر رفاه خانواده‌های کشاورز را افزایش می‌دهد. محصولات مازاد فراتر از نیازهای کشاورزی معیشتی را می‌توان فروخت یا مبادله کرد. هرچه کشاورز بتواند غلات یا علوفه بیشتری تولید کند، جانوران بارکش بیشتری مانند اسب و گاو می‌توانند برای کار و تولید کود حمایت و مهار شوند. افزایش بازده محصول همچنین به این معنی است که دست‌های کمتری در مزرعه مورد نیاز است و آنها را برای صنعت و تجارت آزاد می‌کند. این به نوبه خود سبب شکل‌گیری و رشد شهرها شد که سپس به افزایش تقاضا برای مواد غذایی یا دیگر محصولات کشاورزی تبدیل شد.
واحدهایی که امروزه معمولاً بازده محصول را اندازه‌گیری می‌کنند، کیلوگرم در هکتار یا بوشل در هکتار است.